# Tana Formation FC
Tana Formation Football Club w skrócie Tana Formation FC – madagaskarski klub piłkarski z siedzibą w Mahajandze, występujący w drugiej, a niegdyś w pierwszej lidze madagaskarskiej.

## Sukcesy
- I liga[1]:
  - wicemistrzostwo (1):  2012.

- Puchar Madagaskaru[2]:
  - finał (2):  2009, 2011.

## Występy w afrykańskich pucharach
| Sezon | Rozgrywki           | Runda   | Kraj     | Klub                 | Dom | Wyjazd | Dwumecz      |
| ----- | ------------------- | ------- | -------- | -------------------- | --- | ------ | ------------ |
| 2012  | Puchar Konfederacji | wstępna | Botswana | Extension Gunners FC | 2–0 | 1–2    | 3–2          |
| 2012  | Puchar Konfederacji | 1       | Angola   | GD Interclube        | 2–0 | 0–2    | 2–2 (k. 5–6) |

## Stadion
Domowe mecze klub rozgrywa na stadionie o nazwie Stade de Tsiroanomandidy w Analamandze, który może pomieścić 1000 widzów.